# Torneio Mundial de Futsal Feminino de 2014
O Torneio Mundial de Futsal Feminino de 2014 foi a 5ª edição do Torneio Mundial de Futsal Feminino. A competição era para ser hospedada na Rússia, mas foi transferida para o distrito de Hatillo, na Costa Rica. Foi disputada entre os dias 10 e 15 de dezembro de 2014.
O Brasil venceu o torneio pela 5ª vez consecutiva, ganhando todas edições, tendo batido Portugal na sua 3ª final.

## Sede
A BN Arena é um ginásio poliesportivo situado dentro da Cidade Desportiva de Hatillo, no Distrito de Hatillo, São José, Costa Rica. A arena foi inaugurada no ano de 2014 e, já no primeiro ano, sediou o Torneio Mundial de Futsal Feminino.
| Arena      | BN Arena             |
| ---------- | -------------------- |
| Cidade     | São José, Costa Rica |
| São José   |                      |
| Capacidade | 5.200 pessoas        |

## Participantes
| AFC (1) - Japão | CONCACAF (2) - Costa Rica - Guatemala | CONMEBOL (1) - Brasil | UEFA (3) - Espanha - Portugal - Rússia |

## Árbitros
Os seguintes árbitros foram designados para o torneio:
| Confederação | Árbitros             |
| ------------ | -------------------- |
| CONMEBOL     | BRA Renata Leite     |
| UEFA         | ESP González Ruano   |
| CAF          | ANG José Katemo      |
| CONCACAF     | ELS Flores Hernández |
| CONCACAF     | EUA Butler           |
| CONCACAF     | CRC López Munguía    |
| CONCACAF     | CRC Peñaloza Cruz    |
| CONCACAF     | CRC Castro Zumbado   |
| CONCACAF     | CRC Molina López     |

| Confederação | Árbitros             |
| ------------ | -------------------- |
| CONCACAF     | CUB Cabrera Acosta   |
| CONCACAF     | CUB Sánchez Álvarez  |
| CONCACAF     | CUB López González   |
| CONCACAF     | GUA González Sánchez |
| CONCACAF     | GUA Brown Gómez      |
| CONCACAF     | GUI Feassal          |
| CONCACAF     | MEX Rivera           |
| CONCACAF     | PAN Aguilar Díaz     |
| CONCACAF     | PAN Aguilar Racero   |

## Regulamento
O Torneio Mundial de Futsal Feminino de 2014 é uma competição internacional disputada de acordo com as regras de jogo oficiais da FIFA, disputadas por 7 países, filiados à FIFA.
A competição será disputada em 3 fases, Fase Classificatória, Fase Semifinal e Fase Final.
Na Fase Classificatória as 7 equipes serão divididas em dois grupos, chamados “A” e “B”, com quatro equipes no Grupo A e três equipes no Grupo B, que jogarão entre si, dentro dos grupos, no sistema de rodízio simples. As equipes classificadas em 1º e 2º lugares dos grupos “A” e “B” estarão classificadas à Fase Semifinal, que será disputada em jogo único. As vencedoras do confronto disputam a final e os perdedores o terceiro lugar. As equipes desclassificadas na primeira fase disputam o quinto lugar também em jogo único.

## Fase de grupos
|  | Equipes classificadas às semi-finais |

### Grupo A
| #  | Seleção  | Pts | J | V | E | D | GP | GC | SG  |
| -- | -------- | --- | - | - | - | - | -- | -- | --- |
| 1º | Brasil   | 9   | 3 | 3 | 0 | 0 | 14 | 2  | +12 |
| 2º | Portugal | 6   | 3 | 2 | 0 | 1 | 8  | 4  | +4  |
| 3º | Japão    | 3   | 3 | 1 | 0 | 2 | 3  | 12 | -9  |
| 4º | Rússia   | 0   | 3 | 0 | 0 | 3 | 3  | 10 | -7  |

Jogos
| 10 de dezembro | Japão | 0 – 4     | Portugal                                       |  |  |
| 15:30 (UTC−6)  |       | Relatório | 8' Júnior · 23', 24' Melissa · 25' Ana Azevedo |  |  |

| 10 de dezembro | Brasil                                                      | 5 – 0     | Rússia |  |  |
| 18:00 (UTC−6)  | Luciléia 17' · Vanessa 22' · Ju Delgado 32', 36' · Jozi 34' | Relatório |        |  |  |

| 11 de dezembro | Rússia                                  | 2 – 3     | Japão                                                   |  |  |
| 15:30 (UTC−6)  | Olga Kuznetcova 20' · Ksenia Olkova 21' | Relatório | 12' Yasuka Fujita · 22' Ai Haruyama · 40' Mizuki Sonoda |  |  |

| 11 de dezembro | Portugal                | 2 – 3     | Brasil                          |  |  |
| 18:00 (UTC−6)  | Pisko 13' · Melissa 36' | Relatório | 9', 18' Lediane · 31' Amandinha |  |  |

| 12 de dezembro | Portugal                        | 2 – 1     | Rússia                 |  |  |
| 15:30 (UTC−6)  | Melissa 24' · Carla Vanessa 37' | Relatório | 4' Viktoriia Afanasova |  |  |

| 12 de dezembro | Brasil | 6 – 0     | Japão |  |  |
| 18:00 (UTC−6)  |        | Relatório |       |  |  |

### Grupo B
| #  | Seleção    | Pts | J | V | E | D | GP | GC | SG  |
| -- | ---------- | --- | - | - | - | - | -- | -- | --- |
| 1º | Espanha    | 6   | 2 | 2 | 0 | 0 | 12 | 0  | +12 |
| 2º | Costa Rica | 3   | 2 | 1 | 0 | 1 | 3  | 5  | -2  |
| 3º | Guatemala  | 0   | 1 | 0 | 0 | 2 | 1  | 11 | -10 |

Jogos
| 10 de dezembro | Costa Rica | 0 – 4     | Espanha                                                        |  |  |
| 20:30 (UTC−6)  |            | Relatório | 7', 27' Cecilia Puga · 29' Sara Iturriaga · 35' Amparo Jiménez |  |  |

| 11 de dezembro | Espanha | 8 – 0     | Guatemala |  |  |
| 20:15 (UTC−6)  |         | Relatório |           |  |  |

| 12 de dezembro | Costa Rica | 3 – 1     | Guatemala |  |  |
| 20:15 (UTC−6)  |            | Relatório |           |  |  |

## Fase final
|  | 5º e 6º Lugar |   |
|  |               |   |
|  | Japão         | 1 |
|  | Guatemala     | 2 |

|  | Semifinais | Semifinais |   |            | Final         | Final |  |
|  |            |            |   |            |               |       |  |
|  |            |            |   |            |               |       |  |
|  | Brasil     | 8          |   |            |               |       |  |
|  | Costa Rica | 1          |   |            |               |       |  |
|  |            |            |   |            |               |       |  |
|  |            |            |   |            |               |       |  |
|  |            |            |   |            | Brasil        | 4     |  |
|  |            | Portugal   | 3 |            |               |       |  |
|  |            |            |   |            |               |       |  |
|  |            |            |   |            |               |       |  |
|  |            |            |   |            | 3º e 4º Lugar |       |  |
|  |            |            |   |            |               |       |  |
|  | Espanha    | 2          |   | Costa Rica | 2             |       |  |
|  | Portugal   | 3          |   |            | Espanha       | 8     |  |

### Semifinais
| 14 de dezembro | Brasil | 8 – 1     | Costa Rica | BN Arena, San José |
|                |        | Relatório |            |                    |

| 14 de dezembro | Espanha                             | 2 – 3     | Portugal                                           | BN Arena, San José                                                            |
|                | Anita Luján 3' · Vanessa Sotelo 24' | Relatório | 18' Carla Vanessa · 27' Melissa · 38' Sofia Vieira | Árbitro: Roberto Sánchez Álvarez (Cuba) e Giovanni López Munguía (Costa Rica) |

### 5º lugar
| 15 de dezembro | Japão | 1 – 2     | Guatemala |  |
|                |       | Relatório |           |  |

### 3º lugar
| 15 de dezembro | Costa Rica | 2 – 8     | Espanha |  |
|                |            | Relatório |         |  |

### Final
| 15 de dezembro | Brasil                                                           | 4 – 3     | Portugal                                                 | BN Arena, San José                                                            |
|                | Vanessa Pereira 13' 38' · Sofia Ferreira 37' (g.c.) · Amanda 39' | Relatório | 17' Carla Vanessa · 29' Joana Meira · 33' Sofia Ferreira | Árbitro: Roberto Sánchez Álvarez (Cuba) e Giovanni López Munguía (Costa Rica) |

## Classificação Final
| Pos. | Equipe     |
| ---- | ---------- |
|      | Brasil     |
|      | Portugal   |
|      | Espanha    |
| 4    | Costa Rica |
| 5    | Guatemala  |
| 6    | Japão      |
| 7    | Rússia     |

| Torneio Mundial de Futsal Feminino de 2014 |
| Brasil                                     |
| ------------------------------------------ |
| BRASIL Campeão (5° título)                 |